# Altroza
Altroza je aldoheksozni šećer. Ona je rastvorna u vodi i praktično nerastvorna u metanolu. -Altroza je monosaharid koji se veoma retko javlja u prirodi. Ona je bila izolovana iz bakterijske vrste Butyrivibrio fibrisolvens.
Altroza je C-3 epimer manoze.